# Jordan (Minnesota)
Jordan es una ciudad ubicada en el condado de Scott en el estado estadounidense de Minnesota. En el Censo de 2010 tenía una población de 5470 habitantes y una densidad poblacional de 638,25 personas por km².

## Geografía
Jordan se encuentra ubicada en las coordenadas 44°39′53″N 93°38′25″O / 44.66472, -93.64028. Según la Oficina del Censo de los Estados Unidos, Jordan tiene una superficie total de 8.57 km², de la cual 8.51 km² corresponden a tierra firme y (0.7%) 0.06 km² es agua.

## Demografía
Según el censo de 2010, había 5470 personas residiendo en Jordan. La densidad de población era de 638,25 hab./km². De los 5470 habitantes, Jordan estaba compuesto por el 92.43% blancos, el 0.64% eran afroamericanos, el 0.82% eran amerindios, el 1.28% eran asiáticos, el 0% eran isleños del Pacífico, el 2.45% eran de otras razas y el 2.38% pertenecían a dos o más razas. Del total de la población el 6.47% eran hispanos o latinos de cualquier raza.